# Allometopon malayensis
Allometopon malayensis är en tvåvingeart som beskrevs av Mitsuhiro Sasakawa 1993. Allometopon malayensis ingår i släktet Allometopon och familjen träflugor. Inga underarter finns listade i Catalogue of Life.